# Grimma
Grimma (górnołuż. Grima) – miasto w Niemczech, w kraju związkowym Saksonia, w okręgu administracyjnym Lipsk, w powiecie Lipsk, do 31 lipca 2008 stolica powiatu Muldental. Grimma leży nad Muldą i została mocno zniszczona podczas powodzi w sierpniu 2002.
Miasto zajmuje powierzchnię 188,30 km² i 31 grudnia 2009 liczyło 28 155 mieszkańców.

## Dzielnice miasta
- Beiersdorf
- Bernbruch
- Dorna
- Döben
- Grechwitz
- Großbardau
- Großbothen
- Hohnstädt
- Höfgen
- Kaditzsch
- Kleinbardau
- Mutzschen
- Naundorf
- Nerchau
- Neunitz
- Schkortitz
- Thümmlitzwalde
- Waldbardau

## Klimat (1979-2013)
| Miesiąc                                 | Sty   | Lut   | Mar   | Kwi  | Maj  | Cze  | Lip  | Sie  | Wrz  | Paź  | Lis   | Gru   | Roczna |
| --------------------------------------- | ----- | ----- | ----- | ---- | ---- | ---- | ---- | ---- | ---- | ---- | ----- | ----- | ------ |
| Rekordy maksymalnej temperatury [°C]    | 15.7  | 18.4  | 23.0  | 30.2 | 32.1 | 35.0 | 36.8 | 37.5 | 31.7 | 28.3 | 19.3  | 16.0  | 37,5   |
| Średnie temperatury w dzień [°C]        | 3.1   | 4.1   | 8.7   | 13.9 | 19.1 | 21.7 | 24.1 | 24.1 | 19.3 | 14.2 | 7.7   | 4.2   | 13,7   |
| Średnie dobowe temperatury [°C]         | 0.4   | 0.8   | 4.6   | 8.8  | 13.6 | 16.5 | 18.5 | 18.3 | 14.2 | 9.7  | 4.7   | 1.7   | 9,3    |
| Średnie temperatury w nocy [°C]         | -2.4  | -2.2  | 1.0   | 4.0  | 8.2  | 11.4 | 13.3 | 13.2 | 9.9  | 6.0  | 2.0   | -0.7  | 5,3    |
| Rekordy minimalnej temperatury [°C]     | -25.0 | -20.7 | -15.1 | -6.2 | -0.9 | 1.8  | 6.4  | 4.6  | 0.8  | -5.9 | -12.0 | -20.8 | −25,0  |
| Opady [mm]                              | 41    | 35    | 43    | 43   | 55   | 61   | 80   | 68   | 52   | 37   | 51    | 50    | 615    |
| Średnia liczba dni z opadami            | 10    | 9     | 10    | 9    | 10   | 11   | 12   | 11   | 9    | 8    | 10    | 11    | 120    |
| Źródło: Na podstawie 35-lecia 1979-2013 |       |       |       |      |      |      |      |      |      |      |       |       |        |

## Historia

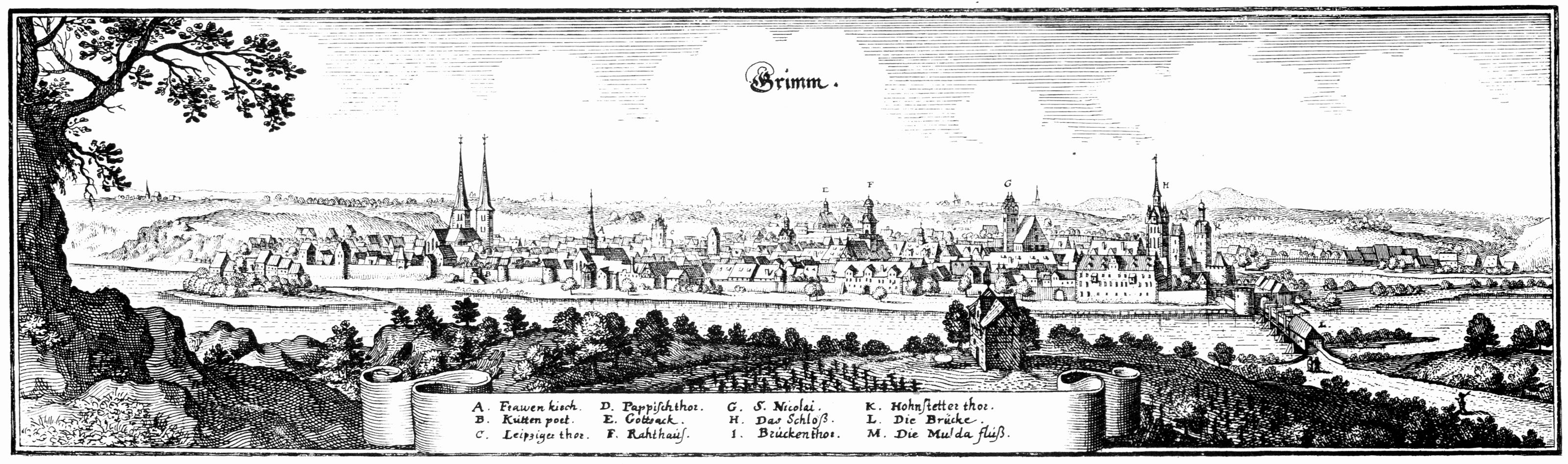
Grimma w XVII wieku

Początkowo osada słowiańska, Grimma otrzymała prawa miejskie w 1220 roku. W latach 1494–1701 w Grimmie miały miejsce procesy o czary. W latach 1697–1706 i 1709–1763 miasto znajdowało się w granicach unijnego państwa polsko-saskiego. Od 1806 pod panowaniem Królestwa Saksonii, połączonego w latach 1807-1815 unią personalną z Księstwem Warszawskim. Od 1871 w granicach Niemiec. W latach 1949–1990 część NRD. W 2002 miasto nawiedziła powódź. Ucierpiał m.in. XVIII-wieczny most Pöppelmanna nad Muldą.
W 2006 do Grimmy włączono miejscowość Bernbruch. 1 stycznia 2011 do miasta przyłączono miasto Nerchau, gminę Thümmlitzwalde oraz część gminy Großbothen (dzielnice Großbothen, Förstgen, Kleinbothen, Kössern i Schaddel). Pozostałe dzielnice tej gminy wcielono do miasta Colditz.
1 stycznia 2012 do miasta włączono miasto Mutzschen, które stało się jego dzielnicą.

## Zabytki
- Most Pöppelmanna z herbem Polski, zbudowany w latach 1716–1719, częściowo zniszczony w powodzi w 2002
- Kościół Marii Panny
- Pocztowy słup dystansowy z 1723 w Grimmie z herbami Polski i Saksonii oraz monogramem króla Polski Augusta II Mocnego
- Pocztowy słup dystansowy z 1723 na Rynku w Mutzschen z herbami Polski i Saksonii oraz monogramem króla Augusta II
- Pocztowy słup ćwierćmilowy z 1722 w Bernbruch z monogramem króla Augusta II
- Ratusz
- Kościół Trójcy Świętej (rzymskokatolicki)
- Mury miejskie
- Zamek Grimma
- Kaplica św. Jakuba
- Wielki Młyn
- Kościół św. Augustyna

## Współpraca
Miejscowości partnerskie:
- Bron, Francja
- Kutno, Polska, (wymiana młodzieży)
- Leduc, Kanada
- Rüdesheim, Nadrenia-Palatynat
- Weingarten, Badenia-Wirtembergia

## Ludzie urodzeni w Grimmie

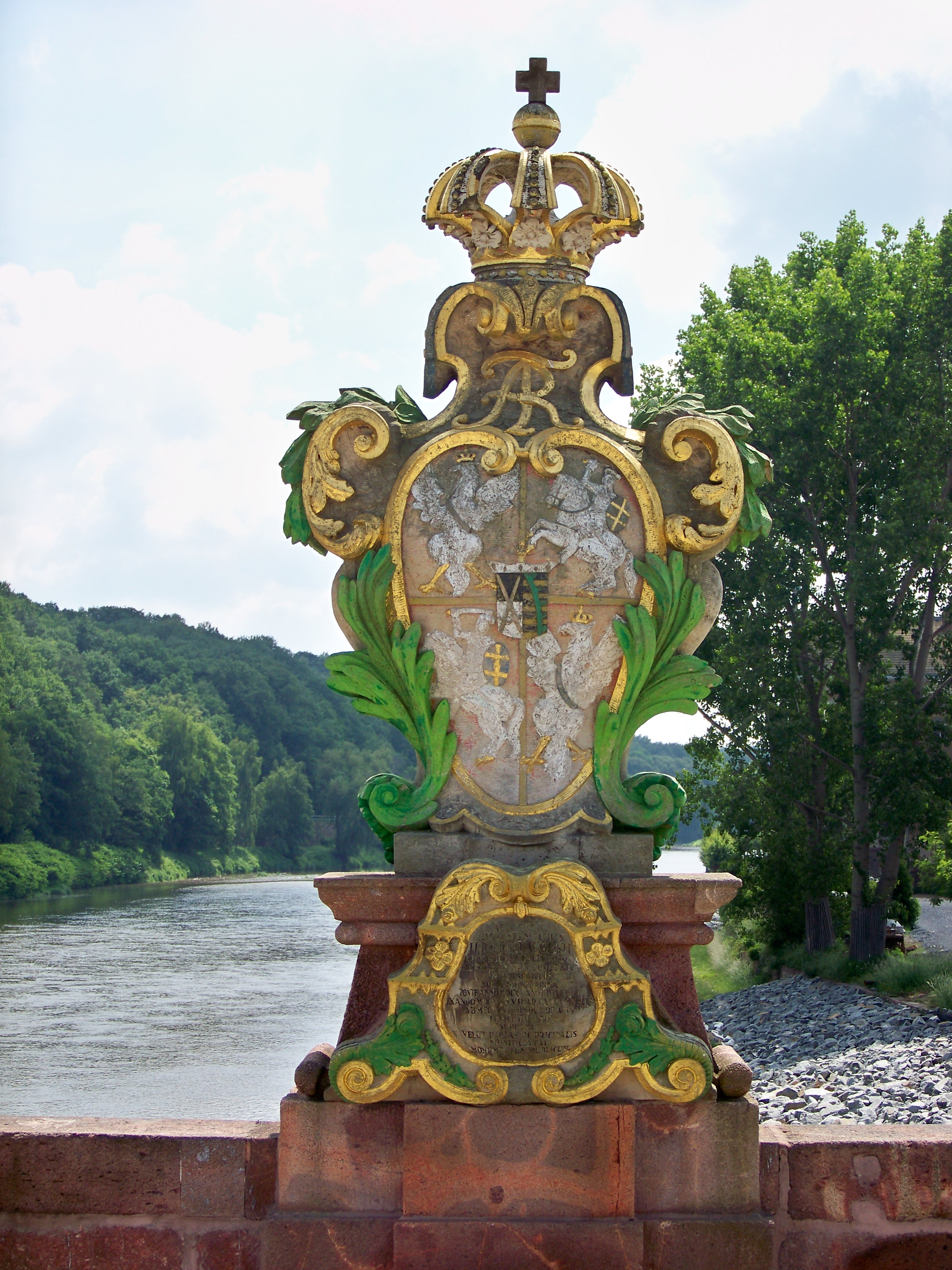
Herb Polski na Moście Pöppelmanna

- Olaf Beyer – niemiecki biegacz średniodystansowy
- Erich Burck – niemiecki filolog klasyczny
- Krzysztof von Houwald – polski generał, uczestnik bitwy pod Beresteczkiem
- Ulrich Mühe – niemiecki aktor
- Albrecht Odważny – książę saksoński i założyciel albertyńskiej, królewskiej linii saskiej
- Friedrich Strampfer – austriacki aktor i dyrektor teatru
- Constantin Bock von Wülfingen – niemiecki polityk, członek NSDAP